# Allanit
Allanit là một khoáng vật silicat đảo kép nằm trong nhóm epidot có chứa một lượng nhất định các nguyên tố đất hiếm. Khoáng vật có mặt chủ yếu trong sét các trầm tích giàu sét bị biến chất và trong các đá mácma felsic. Nó có công thức tổng quát là A2M3Si3O12[OH] với A scó thể là các cation lớn như Ca2+, Sr2+, và các nguyên tố đất hiếm và M là Al3+, Fe3+, Mn3+, Fe2+, hoặc Mg2+.